# Cucurbitales
Cucurbitales är en ordning i undergruppen eurosider I av trikolpaterna. De allra flesta arterna i denna ordning finns i tropiska områden. Några finns även i subtropiska och tempererade områden. Växterna är buskar och träd men även örter och klätterväxter. Den största gemensamma egenskapen är enkönade blommor med tjocka, spetsiga kronblad där kronblad finns. Pollineringen utförs mestadels av insekter men vindpollinering förekommer också (hos garvarbuskeväxterna och datiskaväxterna).
Det finns omkring 1 600 arter i sju familjer i Cucurbitales. Den största familjen är begoniaväxterna med 920 arter och gurkväxterna med 640 arter. Flera växter i denna ordning är ekonomiskt betydelsefulla, speciellt gurkväxterna där det finns många frukter och grönsaker såsom squash, vattenmelon, melon och gurka. Begoniaväxterna är kända för sina prydnadsväxter.

## Klassificering
I nyare klassificeringssystem ingår följande familjer:
- Anisophylleaceae
- Begoniaväxter (Begoniaceae)
- Datiskaväxter (Datiscaceae)
- Garvarbuskeväxter (Coriariaceae)
- Gurkväxter (Cucurbitaceae)
- Karakaträdväxter (Corynocarpaceae)
- Tetramelaceae

I det äldre Cronquistsystemet ingick gurkväxter, begoniaväxter och datiskaväxter (där Tetramelaceae ingick) i den dåvarande ordningen Violales. Övriga familjer var spridda i olika ordningar.
- Wikimedia Commons har media som rör Cucurbitales.